# Гринберг, Ури Цви
У́ри Цви Гри́нберг (ивр. אורי צבי גרינברג‎, 22 сентября 1896, Белый Камень, Австро-Венгрия, ныне в Золочевской общине Львовской области Украины — 8 мая 1981, Тель-Авив, Израиль) — еврейский поэт и публицист, писал на иврите и идише. Лауреат премии имени Х. Н. Бялика (1947, 1957) и Государственной премии Израиля (1957). Почётный доктор философии Тель-Авивского университета (1978), член Академии языка иврит (1959). Депутат кнессета первого созыва (1949—1951) от партии Херут.

## Биография

### Ранние годы, начало творческой деятельности
Ури Цви Гринберг родился 22 сентября 1896 года в местечке Бялый Камень в Восточной Галиции, которая входила тогда в состав Австро-Венгерской империи. Он был старшим сыном главы хасидского двора раввина Хаима Гринберга и Бас-Шевы Гринберг (урождённой Ландман). Когда ему было полтора года, его семья переехала в Лемберг (нынешний Львов), бывший в то время одним из центров еврейской культуры. Будучи сыном ца́дика, он получил ортодоксальное еврейское образование.
В 1912 году в одесском журнале «а-Шилло́ах» и других периодических изданиях печатаются первые стихи Гринберга на иврите. В том же году в журнале «Дер и́дишер а́рбетер» (Еврейский рабочий), выходившем в Лемберге, печатаются его стихотворения на идише. На идише были написаны первые книги его стихов, важнейшей из них стала изданная отдельной книгой поэма «Мефистофель».
В 1915 году Гринберга призвали в австрийскую армию. Во время Первой мировой войны он принимал участие в кровопролитных боях на Сербском фронте. К концу войны бежал с фронта и вернулся во Львов. Сборник его стихов «Ин цайтнс-ройш» («В шуме времён», 1919), изданный в расширенном варианте под названием «Криг аф дэр эрд» («На земле — война», 1923), был одним из первых в литературе на идише художественным откликом на бедствия войны.
После возвращения с фронта Ури Цви Гринберг становится свидетелем еврейского погрома во Львове, учинённого поляками в ноябре 1918 года. Поэту, его родителям и шести сёстрам чудом удалось спастись. Ужасы погрома оставили глубокий след в его душе.
В 1920 году Гринберг переезжает в Варшаву, где примыкает к группе литераторов-модернистов, творивших на идише, и становится признанным лидером еврейских экспрессионистов. В это время он печатается на идише в изданиях «Халя́стрэ» («Ватага») и «Ри́нген», на иврите в «а-Ткуфа́» («Эпоха»). В 1922 году становится редактором созданного им же журнала на идише «Альбатрос». В нём Гринберг выступил с гневным осуждением преступлений христиан против еврейского народа, после чего польские власти выдали ордер на арест поэта, по обвинению в оскорблении христианской религии. Вынужденный бежать из Польши, он продолжает издание журнала в Берлине, там он в 1923 году публикует свою поэму «Ин ма́лхус фун це́йлем» («В царстве креста»), в которой уже предвидит Катастрофу. В 1923 году Гринберг репатриируется в Палестину.
В его раннем творчестве преобладают мотивы религиозного благочестия, любви к женщине, к природе, тоска по земному счастью. В книге «Мефистофель» их окончательно вытесняют мотивы одиночества, страха, отчаяния, крушения жизненных устоев в мире, чувство скорби и боль за давние и новые страдания еврейского народа.

### На Земле Израиля
В первые годы после алии Гринберг примыкает к сионистскому рабочему движению. В 1925 году, после основания газеты «Давар», становится её постоянным сотрудником. В это время он воспевает халуцим (первопроходцев), за их самоотверженность в борьбе за достижения общенациональных целей. Публикуется в основном в периодических изданиях и сборниках, издававшихся рабочим движением. Выступает с резкой критикой «искусства для искусства» и призывает к активному включению поэзии в общественную и политическую жизнь Палестины, в борьбу за возрождение национального духа и свободу еврейского народа.
Вскоре Гринберг разочаровывается в рабочем движении. Он публикует книгу «Ке́лев ба́ит» («Дворовая собака»), в которой критикует переросшую в самоцель борьбу за улучшение жизни рабочих как отступничество от мессианской идеи возрождения еврейского государства. Во время арабского восстания в 1929 году обвиняет политическое руководство ишува в примирительной позиции и отсутствии адекватной реакции на массовые убийства евреев арабами. Он требует чётко определить задачу сионизма как восстановление суверенитета еврейского народа в Эрец-Исраэль. Возникает острый конфликт, приведший к конфронтации поэта с руководством ишува. Эти события побудили Гринберга вступить в партию сионистов-ревизионистов, которую он впоследствии представлял на сионистских конгрессах. Кроме того, в 1930 году он вступает в подпольный «Союз бунтарей».

### Произведения и поэтические сборники
- Сборник стихов «В кипении времён» (1919, идиш).
- Поэма «Мефистофель» (1921, идиш).
- Поэма «В царстве креста» (1923, идиш).
- Сборник стихов «На земле война» (1923, идиш).
- Поэтические сборники «Великий ужас и луна», «Растущее мужество», «Видение одного из легионов», «Девяносто и девять», «Укрепрайон и речь сына крови» (1920-е-1930-е гг., иврит).
- Сборник лирических стихотворений «Анакреон на полюсе скорби» (1928, иврит).
- Сборник «Дворовая собака» (1929, иврит).
- Поэма «Башня трупов» (1937, иврит).
- «Книга обличения и веры» (1937, иврит).
- Сборник стихов и поэм «Реховот Наречный» (1951, иврит).
- Посреди мира и посреди времени (1979 г.)
- Избранные стихи (1979 г.)
- Все рукописи: поэзия (1990—1995 гг.)